# Rosalind Brewer
Pour les articles homonymes, voir Brewer.
Rosalind G. Brewer est une femme d'affaires américaine, aujourd'hui chef des opérations de Starbucks, et ancienne PDG du Sam's Club, une division de Wal-Mart Stores Inc,,,,,. USA Today la décrit comme « l'une des femmes dirigeantes les plus en vue des États-Unis et des femmes noires ». Elle est devenue la première femme et le personne Afro-Américaine à occuper le poste de PDG d'une des divisions de Wal-Mart Stores. En 2018, elle a été classée 34e dans le classement de Forbes des femmes les plus puissantes,.
En janvier 2021, elle est nommée dirigeante de Walgreens Boots Alliance, et devient la seule femme noire à diriger une entreprise Fortune 500. 